# Kasztelania łeknowska
Kasztelania łekneńska – kasztelania z siedzibą w Łeknie. Jest wymieniona bulli papieskiej Innocentego II z 1136 roku. Kasztelania miała kilka grodów: Żnin, Kcynia, Żoń, Zrazim, Łekno. Z czasem Żnin stał się siedzibą drugiej kasztelanii.